# Tramo (rally)

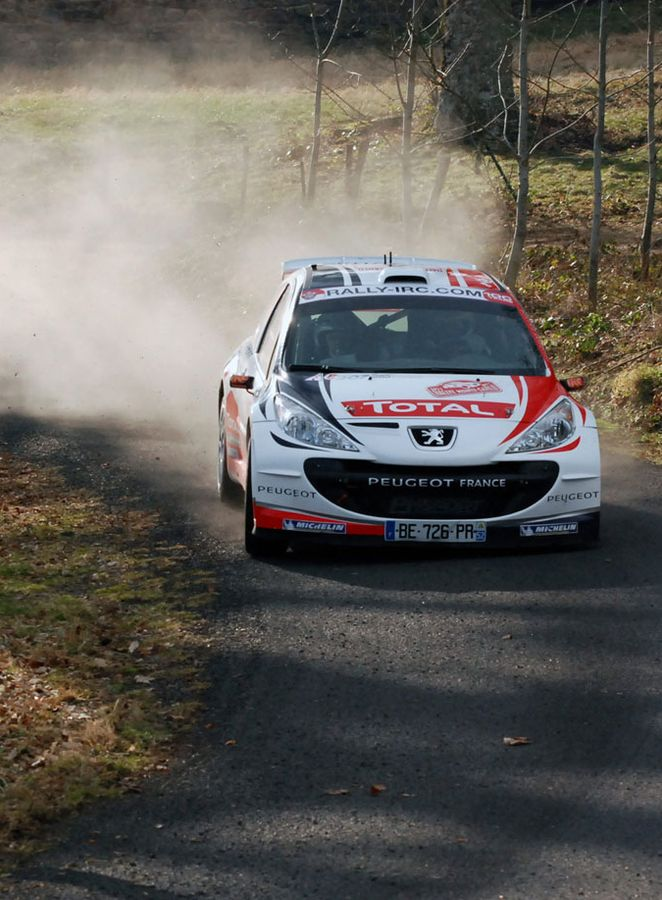
El piloto francés Bryan Bouffier compitiendo en un tramo de asfalto.

Un tramo cronometrado (en inglés shakedown) o simplemente tramo, en rally, es la parte de la carretera cerrada al tránsito rodado por donde compiten los participantes del mismo. También es conocido por las iniciales TC (Tramo cronometrado) o SS (en inglés Special stage). Está delimitado por cuatro controles, dos en el inicio (control horario de llegada, salida) y dos en el final (meta y control stop). Un rally se compone de varios tramos, en el mundial entre quince y veinticinco tramos, en pruebas internacionales menos de veinte y en pruebas nacionales generalmente no más de diez. Cada tramo suele ser de una superficie: asfalto, tierra, nieve o hielo, aunque también pueden ser mixtos. El mejor tiempo obtenido en un tramo se denomina scratch.
Antes del paso del primer participante, por el tramo circula la caravana de seguridad que es un grupo de vehículos de la organización que transitan minutos antes del inicio de la carrera, y que se aseguran que el tramo está perfectamente cerrado, que el público se encuentra bien situado y que en el trazado está acondicionado y seguro para su competición. En ocasiones los tramos pueden ser neutralizados por motivos de seguridad o por un accidente, es decir se suspende la participación de ese tramo y los vehículos que faltaban por correr se desvían y continúan hacia el siguiente tramo. El último vehículo de la caravana es el coche 0, que es un vehículo de competición, pero que no participa en la prueba, su función real es mostrar al público la velocidad y la trazada que efectuarán los competidores aunque en la realidad es más un atractivo para los aficionados que otra cosa.
El orden de salida lo marca la prioridad, que es el baremo que marca qué pilotos salen antes o después. El resultado en otros rallies o el palmarés de un piloto marca esa prioridad. Habitualmente los vehículos salen con una diferencia de un minuto, aunque esto puede variar a dos o tres, e incluso más, generalmente por motivos de seguridad.
Entre la primera pasada y las siguientes, en ocasiones, pueden pasar por los tramos los ouvriers, que son pilotos que revisan las notas, por si existe alguna variación o peculiaridad en el trazado, para luego comunicárselo al participante. Los ouvriers debe respetar las normas de circulación puesto que no participan en la competición. Únicamente los equipos oficiales y aquellos con gran financiación cuentan con ouvriers.

## Historia

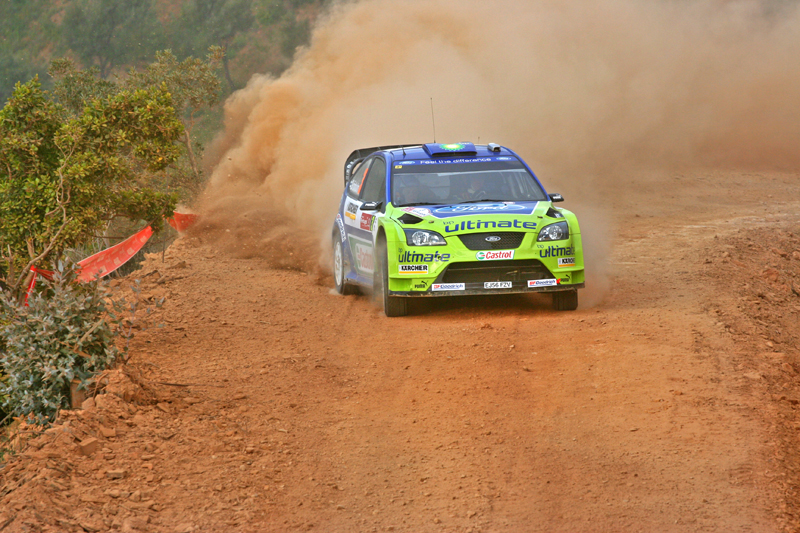
Marcus Grönholm compitiendo en un tramo de tierra perteneciente al Rally de Portugal.

Los rallies se hicieron muy populares en Suecia y Finlandia en los años '50. En esos países los fuertes controles policiales concienciados por la seguridad en las carreteras, llevó a los organizadores a buscar una alternativa a las carreras en carretera abierta y se optó por cerrarlas al público y competir en ellas mientras que se respetaban las normas fuera de ellas en los enlaces. De esta manera, se inventaron los tramos, también llamados Special Stage, Specialsträcka en Suecia o Erikoiskoe en Finlandia, que simplemente sumando los tiempos obtenidos en esos tramos, se obtenía la clasificación final. Este formato, que se conserva en la actualidad, cuajó rápidamente en otros países como en Gran Bretaña, que lo adoptó en 1961 pero con una pequeña diferencia: la legislación británica prohibía cerrar las carreteras y se decidió competir en caminos de tierra privados, que se cerraban solo para las carreras y se prohibía entrenarlos antes. De ahí nació el carácter secreto del Rally RAC, que mantuvo ese formato hasta los años 80 cuando entró en el calendario mundialista.

## Características

### Controles de paso

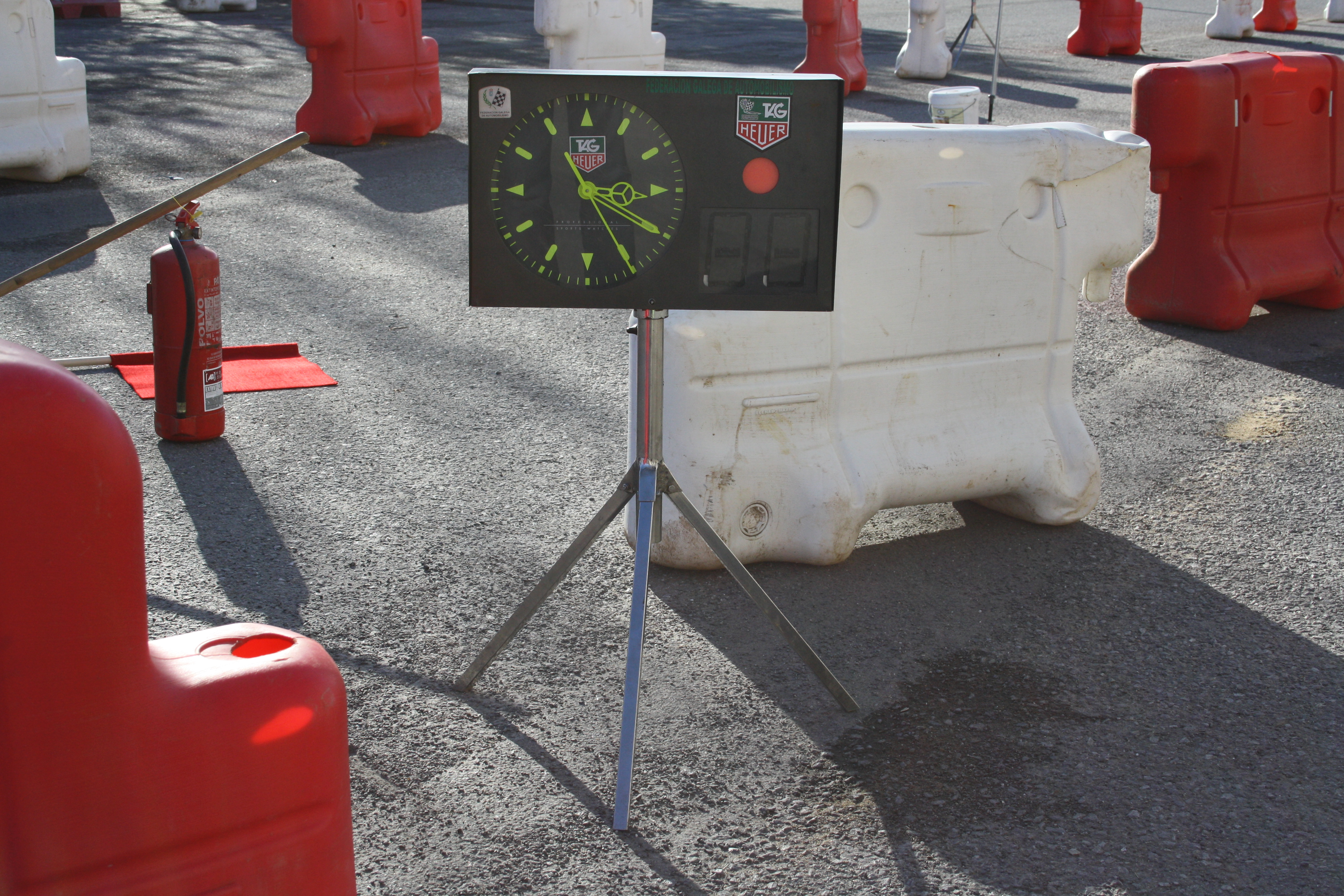
Crono utilizado para el control de la hora oficial del rally y para marcar las salidas a los participantes.

Durante el tramo los participantes deben pasar por una serie de controles, cada uno de ellos marcado con unas señales verticales que indican su posición. La razón de estos controles sirve para controlar todos los vehículos y que todos vayan con un orden y un tiempo determinado y así evitar aglomeraciones. Un ejemplo: si el vehículo con el dorsal número 1 sale a las 9:01 del parque cerrado el dorsal número 50 saldría a las 9:49 (hay que tener en cuenta que en los rallies que no se usa el dorsal número 13). Continuando con el ejemplo, si el dorsal número 1 llega al control horario del primer tramo a las 10:00 el dorsal número 50 debe llegar a las 10:48. En caso de llegar un minuto antes o después se le penalizaría con diez segundos. En cada control se sitúan comisarios que supervisan y realizan los trabajos necesarios de cada control. Disponen de emisoras de radio y walkies para comunicarse entre ellos y con dirección de carrera, además de contar con extintores para actuar si fuese necesario.
- Control de llegada: es el primer control, en él los participantes deben detenerse y entregar a los comisarios el carnet de ruta que le marcarán la hora de llegada. Deberán esperar uno o dos minutos antes de avanzar al siguiente control. Si llegasen antes o después de su hora, se les penalizaría con varios segundos extra en su tiempo.
- Salida: situado a unos 200 metros del control de llegada, en este punto los participantes deben detenerse enfrente de unas células fotovoltaicas, enganchadas a un cronómetro y un reloj con la hora oficial del rally. Este reloj, bien visible, muestra unas manecillas que cuentan de manera regresiva un minuto. El piloto debe esperar a que dicho reloj llegue a cero para arrancar su coche.
- Meta: en este punto se sitúa otra célula fotovoltaica que marca la hora exacta de llegada de cada vehículo. Los participantes deben reducir la velocidad una vez pasada la meta, sin detenerse hasta el siguiente control.
- Control Stop: de obligada parada, al igual que el control de llegada, los participantes entregan de nuevo el carnet de ruta donde se les marca la hora de llegada y con una sencilla resta obtienen el tiempo realizado en el tramo. El mejor tiempo de un tramo se le conoce también como scratch. Los comisarios de este control están conectados a través de emisoras con los comisarios de la meta que les pasan los tiempos. Además pueden revisar visualmente el estado de cada coche por si fuese necesario comunicar a los pilotos el estado de los neumáticos, pastillas de freno u otras incidencias.

Representación gráfica de un tramo y sus controles horarios. Cada control está señalizado con dos carteles: uno sobre fondo rojo y otro sobre fondo amarillo. Entre cada señal debe haber una distancia obligatoria. Los participantes están obligados a detenerse en cada control, exceptuando la meta. Nunca deben detenerse entre la meta y el control stop.

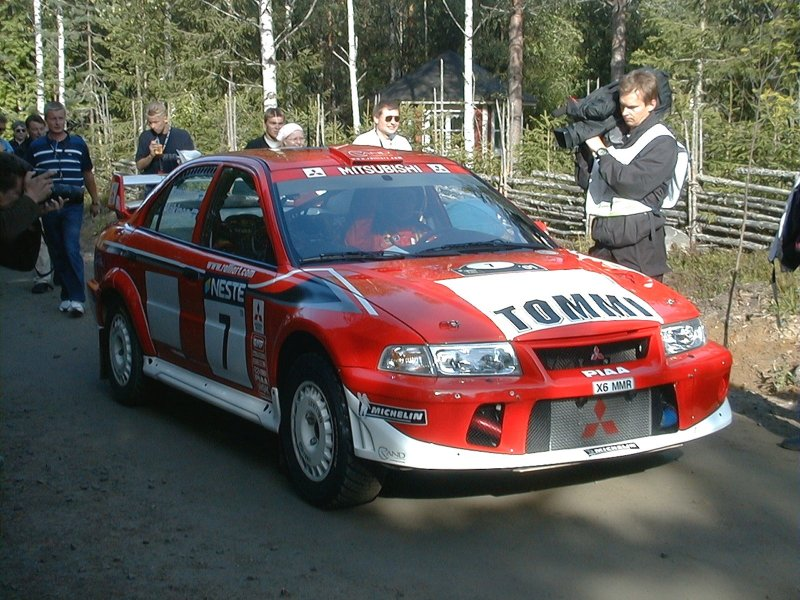
Un participante a la espera de tomar la salida.
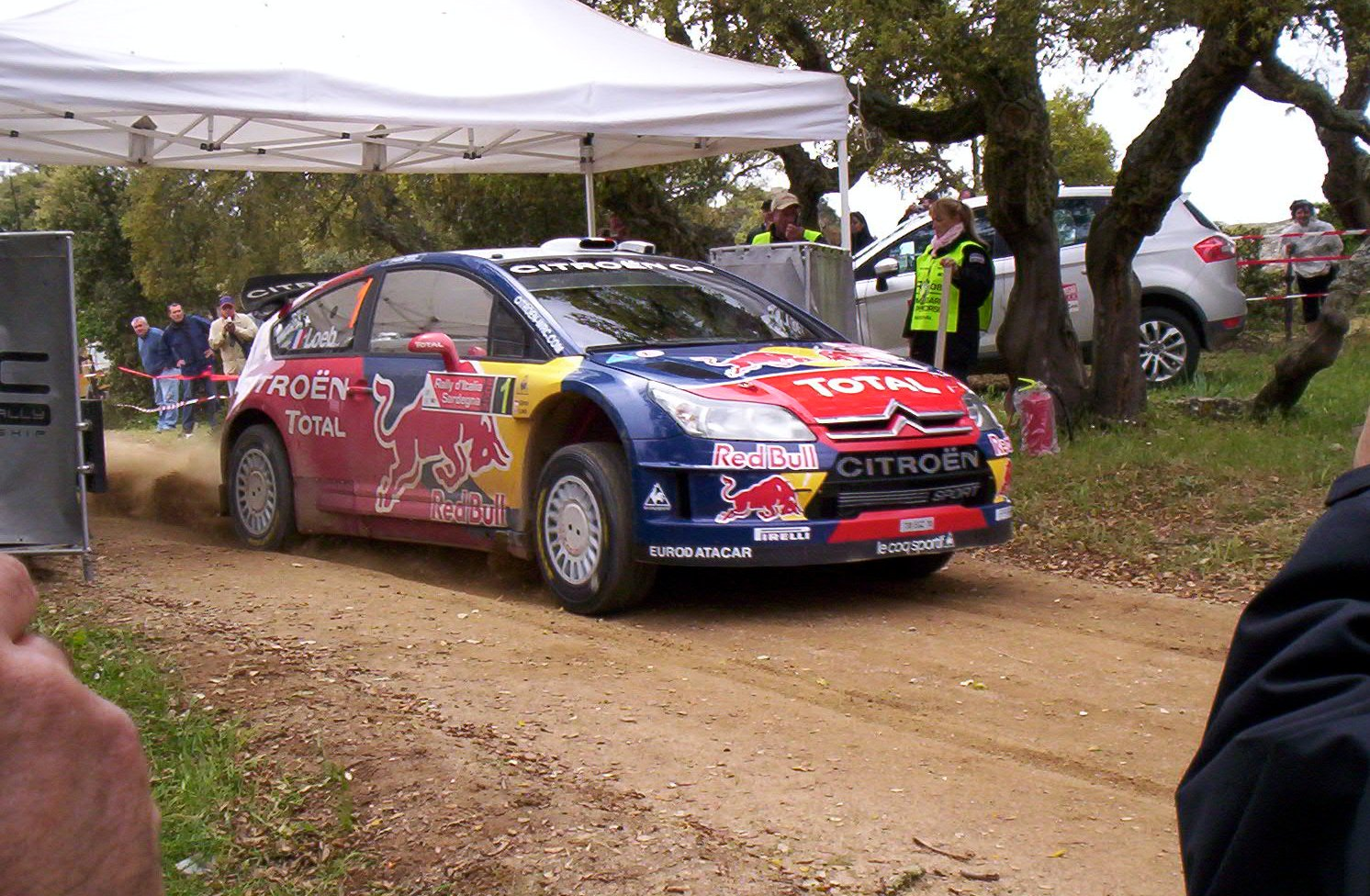
Un piloto tomando la salida en un tramo de tierra.
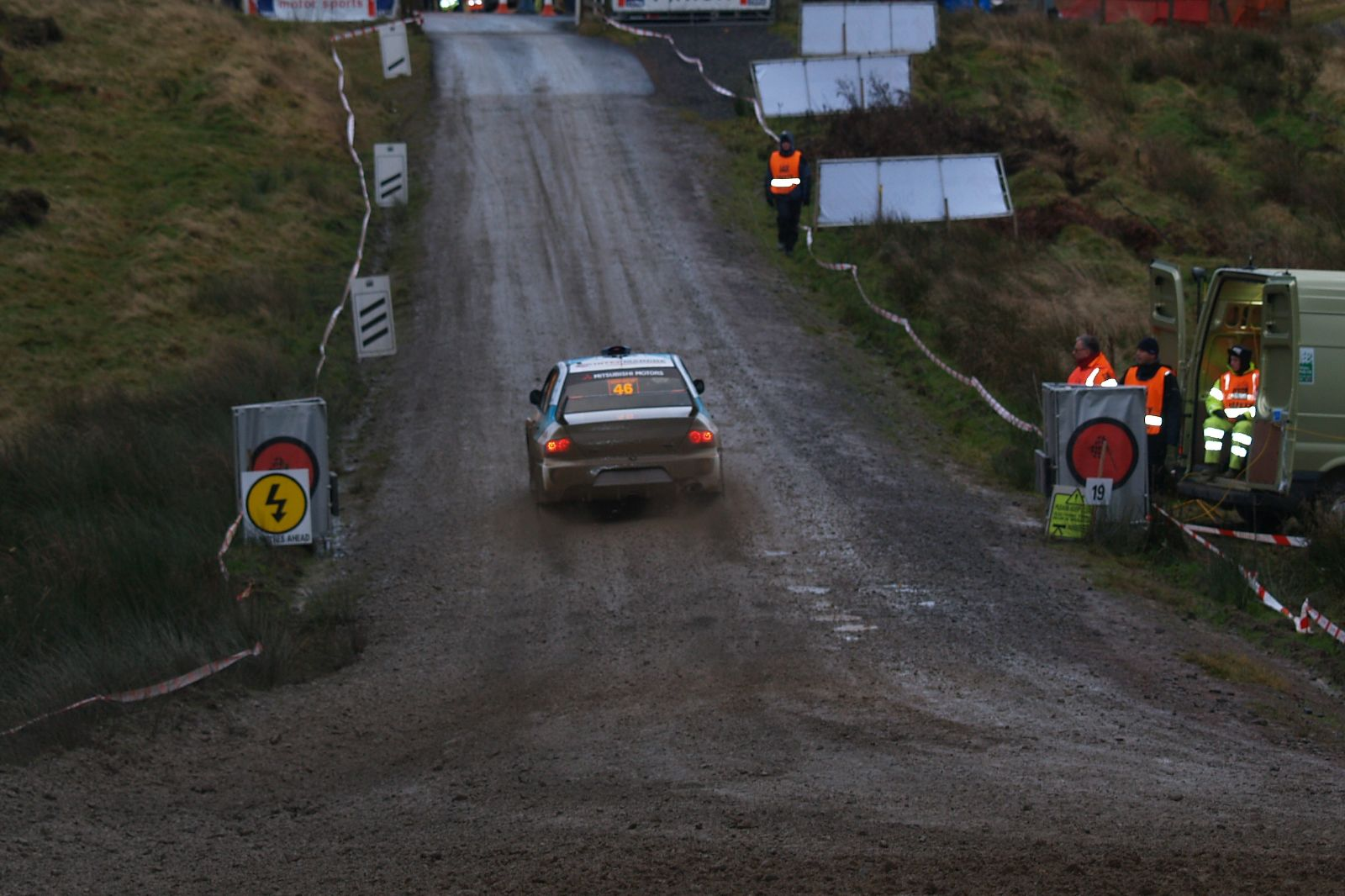
Momento en que un automóvil cruza la línea de meta.
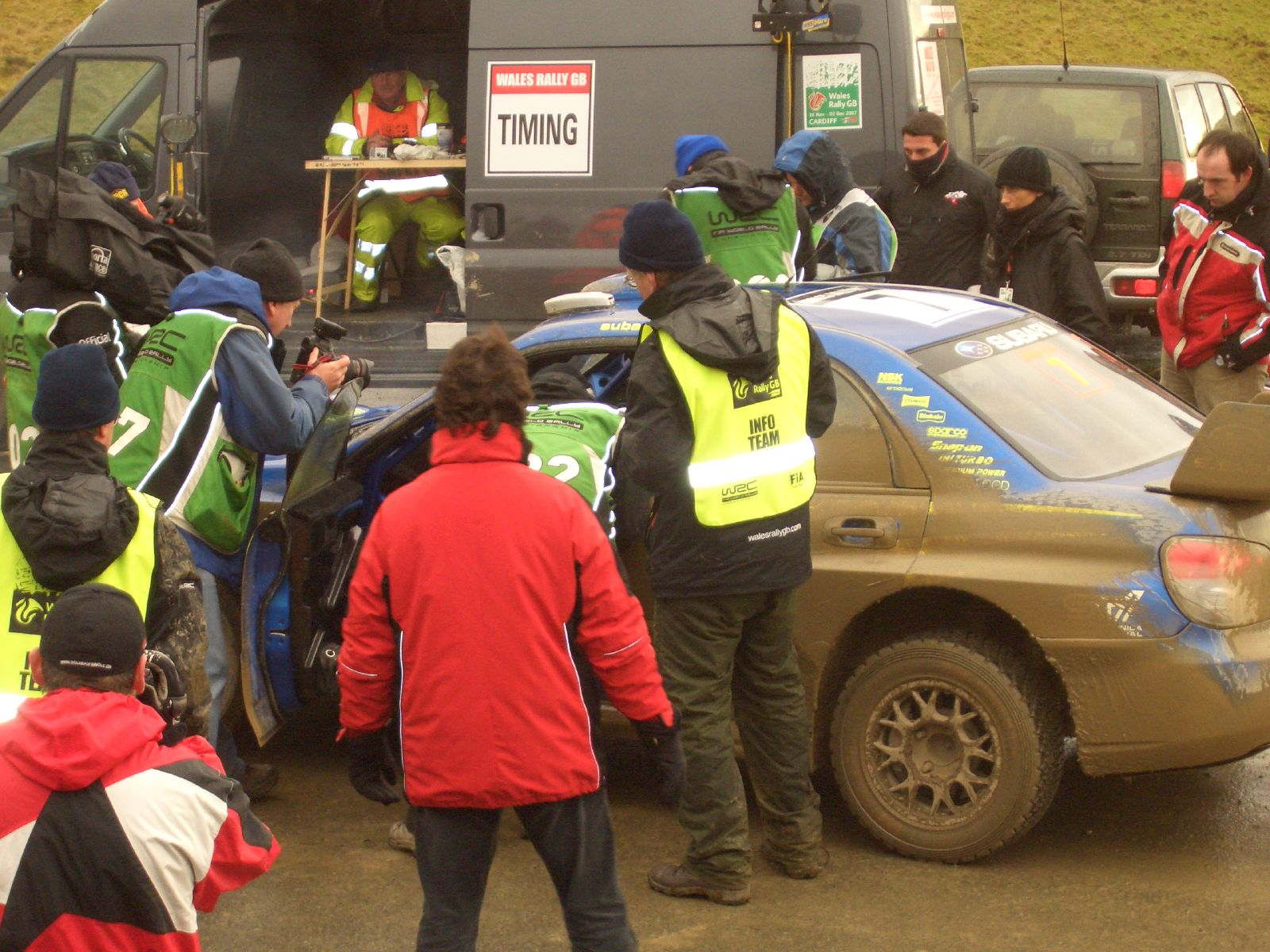
En el control stop es frecuente ver a los medios de comunicación.

### Caravana de seguridad

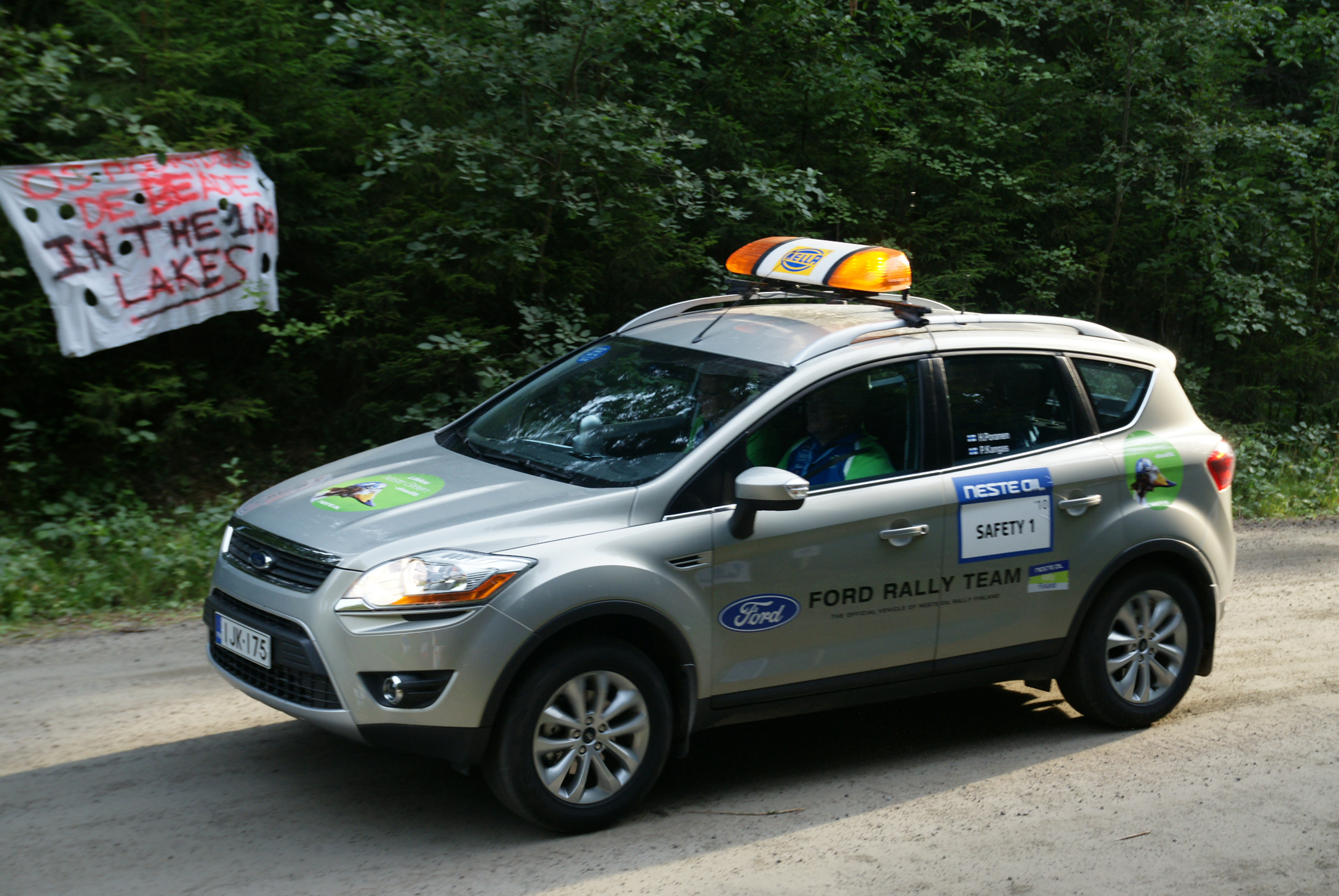
Vehículo de la organización circulando por el tramo minutos antes de su inicio.

Antes del paso del primer participantes, por el tramo circula la caravana de seguridad que es un grupo de vehículos de la organización que transitan minutos antes del inicio de la carrera, y su función es asegurarse de que el tramo está perfectamente cerrado, que el público se encuentra bien situado y que el trazado está acondicionado y seguro para su competición. En ocasiones los tramos pueden ser neutralizados por motivos de seguridad (aglomeración de espectadores, carretera cortada, etc) o por un accidente, es decir, se suspende la participación de ese tramo y los vehículos que faltaban por correr se desvían y continúan hacia el siguiente tramo. 
El último vehículo de la caravana es el coche 0 que es un vehículo de competición ordinario como los participantes en activo de la prueba, pero que no participa en la misma, su función real es mostrar al público la velocidad y la trazada que efectuarán los competidores(en algunos casos se le equipa con una torreta amarilla de precaución que destella de manera similar a un vehículo de emergencias) aunque en la realidad es más un atractivo para los aficionados que otra cosa como muestra de lo que podrán apreciar a continuación ya en la prueba en curso,para esto también se les invita a algunos pilotos experimentados o de renombre a participar como coche cero aumentando y acentuando el atractivo de la prueba(durante ciertas ocasiones los coches cero pueden ser exhibidos antes y después de la realización de la prueba en eventos públicos afines a ello incluso dejando que el público se tome la foto con el mismo siendo parte de la promoción y relación publica en el campeonato vigente).
El orden de salida lo marca la prioridad, que es el baremo que marca que pilotos salen antes o después. El resultado en otros rallies o el palmarés de un piloto marca esa prioridad. Habitualmente los vehículos salen con una diferencia de un minuto, aunque esto puede variar a dos o tres, e incluso más, generalmente por motivos de seguridad.
Entre la primera pasada y las siguientes, en ocasiones, pueden pasar por los tramos los ouvriers, que son pilotos que revisan las notas, por si existe alguna variación o peculiaridad en el trazado, para luego comunicárselo al participante. Los ouvriers debe respetar las normas de circulación puesto que no participan en la competición. Únicamente los equipos oficiales y aquellos con gran financiación cuentan con ouvriers.

## Variantes

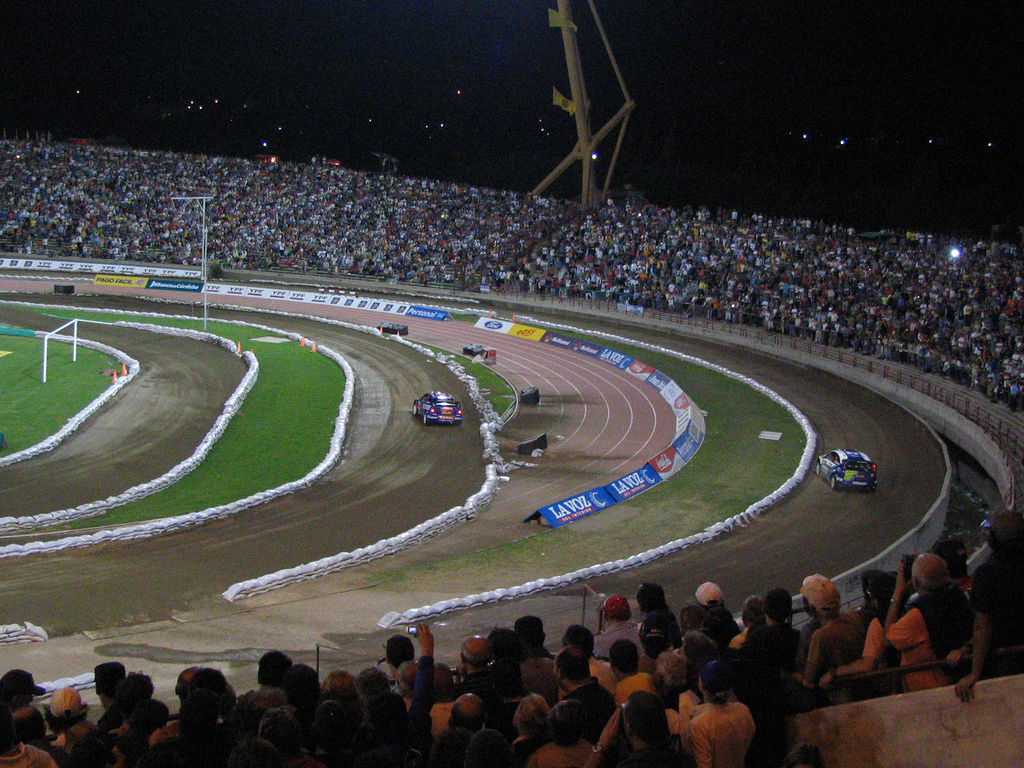
Un tramo Superespecial en un estadio en el Rally de Argentina.

Existen pequeñas variantes de los tramos que se diferencian del resto por alguna peculiaridad:
- Súper especial, o tramo especial, (en inglés super special stage o SSS) es una variante que se organiza normalmente como último tramo de un rally. Tiene la particularidad de ser más corto y en el que compiten dos vehículos al mismo tiempo. Se organiza en estadios o grandes recintos y es un atractivo de la organización para atraer a los aficionados.

- Power Stage, introducido en el campeonato del mundo en 2011, es el último tramo de cada rally, generalmente se disputa en una zona urbana y suele ser de corto recorrido en el que se reparten puntos extra a los cinco (inicialmente solo a los tres) primeros clasificados del mismo: 5, 4, 3, 2 y un punto respectivamente. En 2014 se fijó un mínimo de diez kilómetro de longitud.[8]

- Tramo de calificación, (en inglés qualifying stage), se introdujo en el campeonato del mundo en 2012, y sirve al igual que en otras categorías como la Fórmula 1, como una tanda de calificación donde posteriormente cada piloto, según la posición lograda en el mismo, selecciona el puesto desde que partirá en cada tramo.[9] En ocasiones un piloto puede elegir salir entre puestos de abajo para así encontrarse con la carretera más limpia, tras el paso de los primeros corredores. Se suprimió en 2014.[8]

- Shakedown, es un tramo cronometrado de no más de 7 km, especialmente preparado para que los automóviles puedan probar de forma intensa las modificaciones y ajustes que los mecánicos hayan realizado para la carrera.[10] El trazado se conecta de forma parecida a un circuito, ya que al finalizar el recorrido, los automóviles tienen un tramo de enlace que los conecta con la salida nuevamente. El shakedown reúne las características de todos o de la mayoría de los tramos del rally, para que las condiciones sean reconocidas por los equipos durante la competición. Dura aproximadamente dos horas para los World Rally Cars de prioridad 1 y otras dos horas, sin intervalos, que comparten con los automóviles de prioridad 2 y 3. Finalizado este tiempo, el resto de los participantes pueden hacer el recorrido.

## Tramos famosos

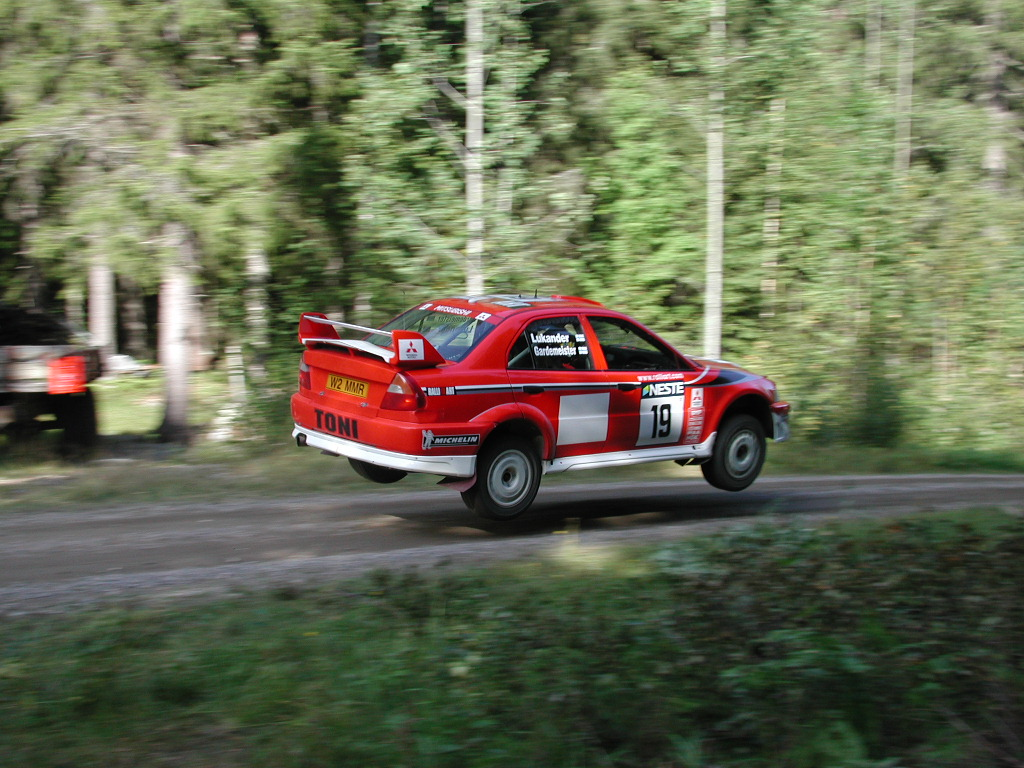
El Mitsubishi Lancer Evo de Toni Gardemeister en uno de los muchos saltos del Rally de Finlandia.

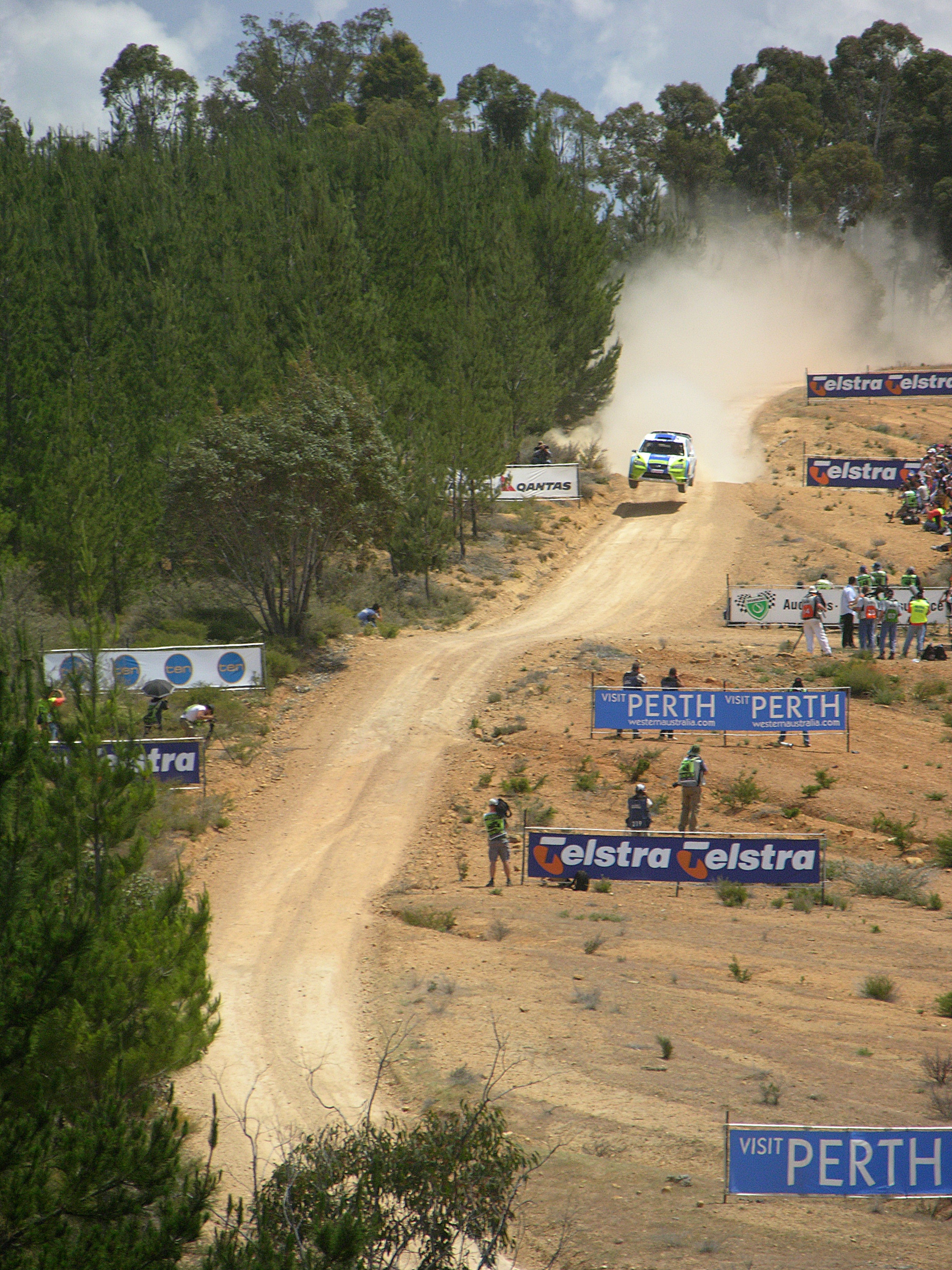
El Ford Focus WRC de Marcus Grönholm en los famosos saltos del tramo Bunnings del Rally de Australia.

Existen algunos tramos que han alcanzado fama en el mundo de los rallies por su singularidad:
- Col de Turini: Uno de los tramos más conocidos del Rally de Montecarlo. Transcurre por el puerto de montaña de mismo nombre, en la cordillera de los Alpes marítimos. También es conocido como "la noche del Turini", debido a que durante muchos años se corría durante la noche donde los aficionados se situaban a lo largo de los tramos al calor de hogueras para soportar la fría noche. Tiene una longitud aproximada de 32 km, y se disputa entre las localidades de Sospel y La Bollène, generalmente, aunque también a la inversa.[12] Es un tramo muy sinuoso, con una infinidad de curvas muy cerradas que se suceden. El récord de velocidad lo tiene Petter Solberg con un Subaru Impreza WRC en 2002 con una media obtenida de 89,4 km/h.[12]

- Col de Bleine, Rally de Montecarlo. Con diversas variantes se caracteriza por ser muy resbaladizo y resulta complicada la elección correcta de los neumáticos.[13]

- Ouninpohja: Es uno de los tramos más conocidos del Rally de Finlandia[14] Se compite sobre una gravilla muy fina con continuos saltos, rasantes ciegos y curvas de alta velocidad. La velocidad promedio de este ha superado los 130 km/h, de los más rápidos en la historia del rally. En 2003 el piloto estonio Markko Martin realizó un salto de 57 m de largo a una velocidad de 171 km/h. En 2005 Gigi Galli batió el récord al alcanzar los 58 metros.[15]

- Vargasen y Granberget, Rally de Suecia. Uno de los más largos del rally sueco, los altos bancos de nieve impiden ver con claridad la carretera.[11][13]

- Whaanga Coast, Rally de Nueva Zelanda.[11]

- El Cóndor y Giulio Cesare, Rally de Argentina. Transcurre por caminos llenos de rocas muy grandes que pueden arrancar de cuajo una rueda y es frecuente la presencia de niebla densa además de estar situado en una elevada altitud.[11][13]

- Bauxite, Rally Acrópolis. Uno de los más duros y exigentes del campeonato del mundo. Es técnico y cuenta con muchas horquillas casi siempre bajo un intenso calor que exige mucho a los pilotos.[13]

- Eldama Ravine, Rally Safari. Apodado como "El camino al infierno" se dejó correr desde 1999 debido al alto peligro que podía suponer en caso de una salida.[13]

- Bunnings, Rally de Australia. Muy famoso por sus saltos.[13]

- Arena Panzerplatte, Rally de Alemania. Discurre por caminos con poco agarre sobre todo cuando llueve, además de contar con hinkelstein (hitos) en los bordes de la carretera por lo que los pilotos no pueden permitirse cometer errores.[13]

- Calvi-Porto, Rally de Córcega. Transcurre a lo largo de la costa con un acantilado al borde de la carretera con el consiguiente peligro de terminar en el mar en caso de accidente. En algunas ediciones llegó a tener 80 km de longitud.[13]

- St Gwynno, Rally de Gran Bretaña. Se disputa generalmente muy temprano por las mañanas y en condiciones muy duras con presencia de lluvia, niebla, barro y con poca visibilidad.[13]

## Récords
Los tres pilotos con más tramos ganados, o scratch realizados, dentro del campeonato del mundo son: Sébastien Loeb, con 900, Markku Alén con 801 y Carlos Sainz con 765. A continuación le siguen Juha Kankkunen, Hannu Mikkola, Didier Auriol, Marcus Grönholm y Ari Vatanen, estos dos empatados con 542, Kenneth Eriksson, Stig Blomqvist y Colin McRae completan los diez primeros puestos. El británico Matthew Wilson, con tres victorias de tramo, se convirtió en 2006 en el piloto más joven en ganar uno, lo hizo durante el Rally de Argentina de 2006.
| N.º | Piloto             | Total |
| --- | ------------------ | ----- |
| 1   | Sébastien Loeb     | 912   |
| 2   | Markku Alén        | 821   |
| 3   | Carlos Sainz       | 756   |
| 4   | Juha Kankkunen     | 700   |
| 5   | Hannu Mikkola      | 654   |
| 6   | Didier Auriol      | 554   |
| 7   | Marcus Grönholm    | 542   |
| 7   | Ari Vatanen        | 542   |
| 8   | Sébastien Ogier    | 516   |
| 9   | Jari-Matti Latvala | 497   |
| 10  | Stig Blomqvist     | 486   |
| 11  | Colin McRae        | 477   |